# Eersel
Eersel es un municipio de la provincia de Brabante Septentrional en los Países Bajos. El 30 de abril de 2017 contaba con una población de 18.628 habitantes, sobre una superficie de 83,33 km², de los que 0,86 km² cubiertos por el agua, con una densidad de 226 h/km².  
El municipio lo forman, con Eersel, el antiguo municipio de Duizel y Steensel, agregado en 1922, y el de Vessem, Wintelre y Knegsel, que se incorporó en la reorganización municipal de 1997.
Está comunicado por la autopista A67.

## Galería de imágenes

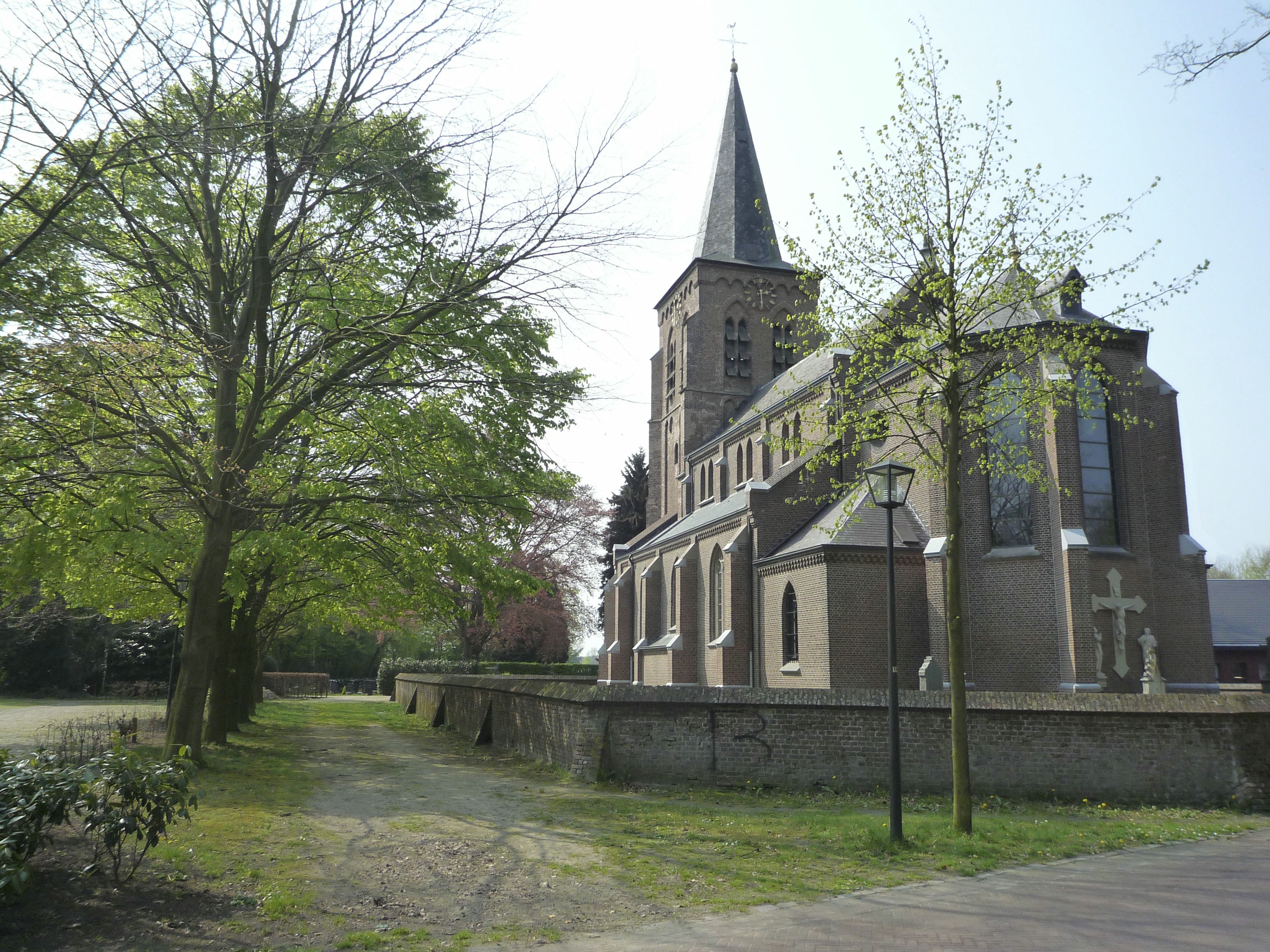
Vessem: iglesia de San Lamberto
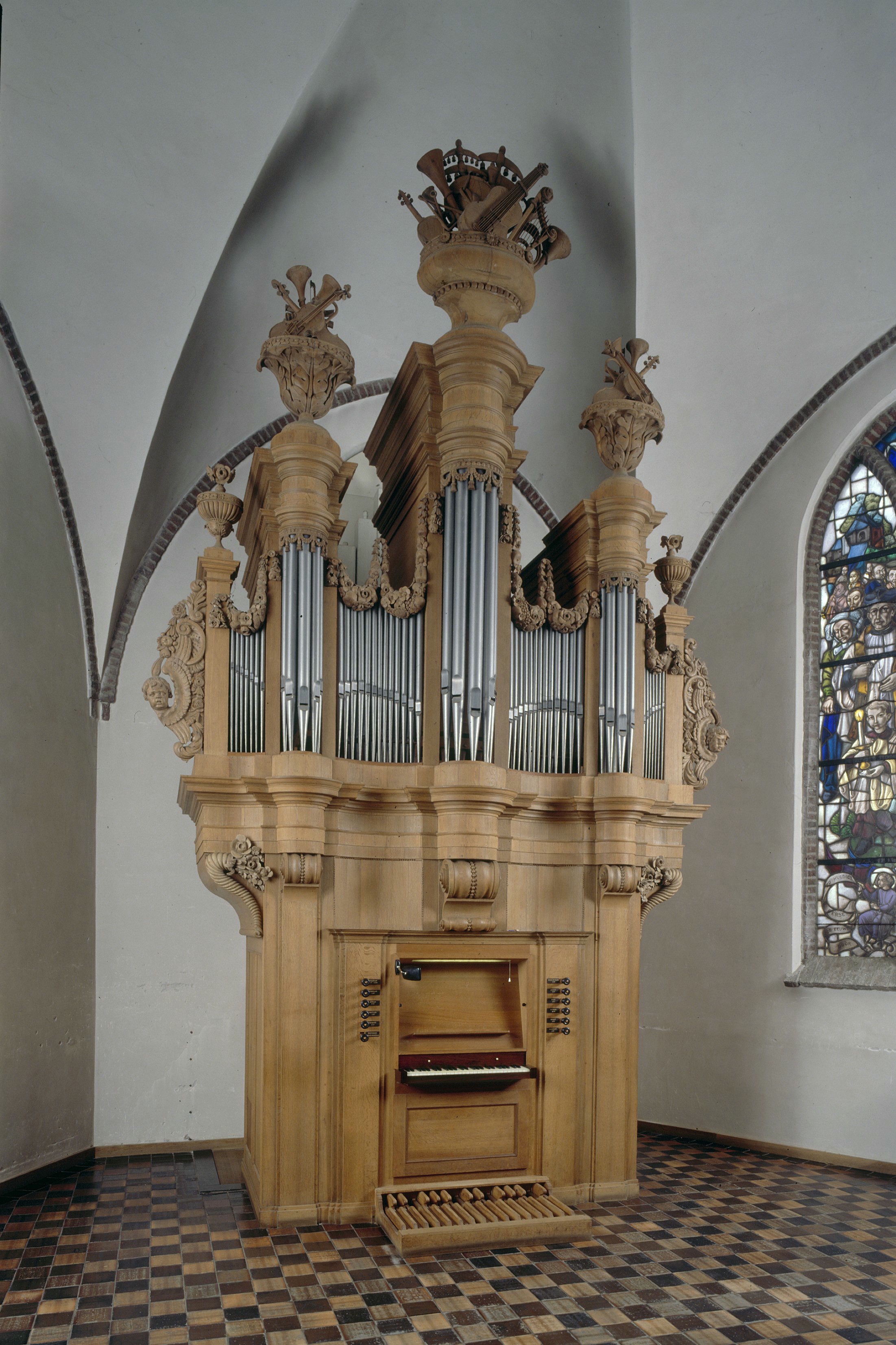
Eersel: órgano de la iglesia de San Willibrord, 1838.
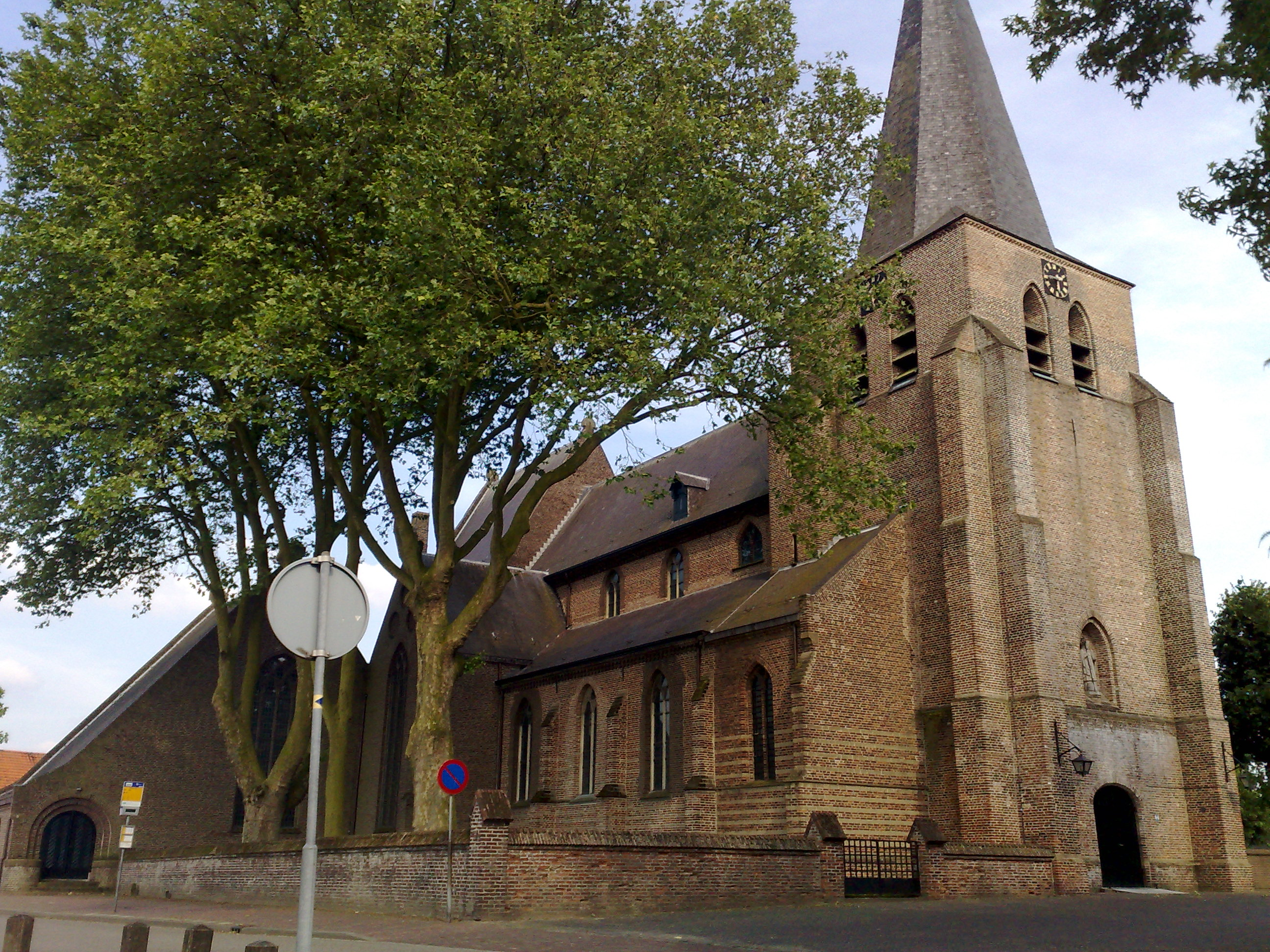
Eersel: iglesia de San Willibrord
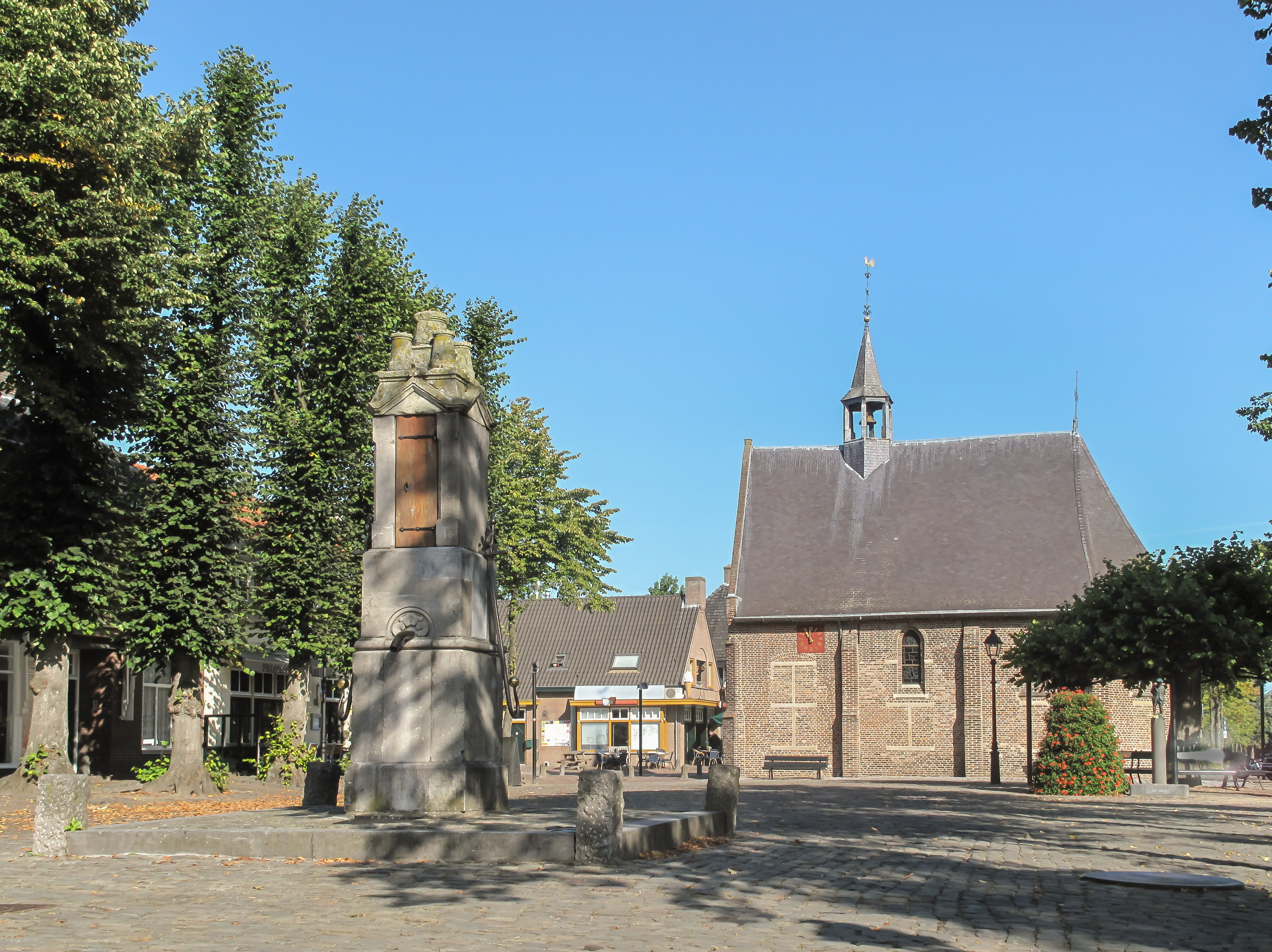
Eersel, la capilla: la Onze Lieve Vrouwekapel
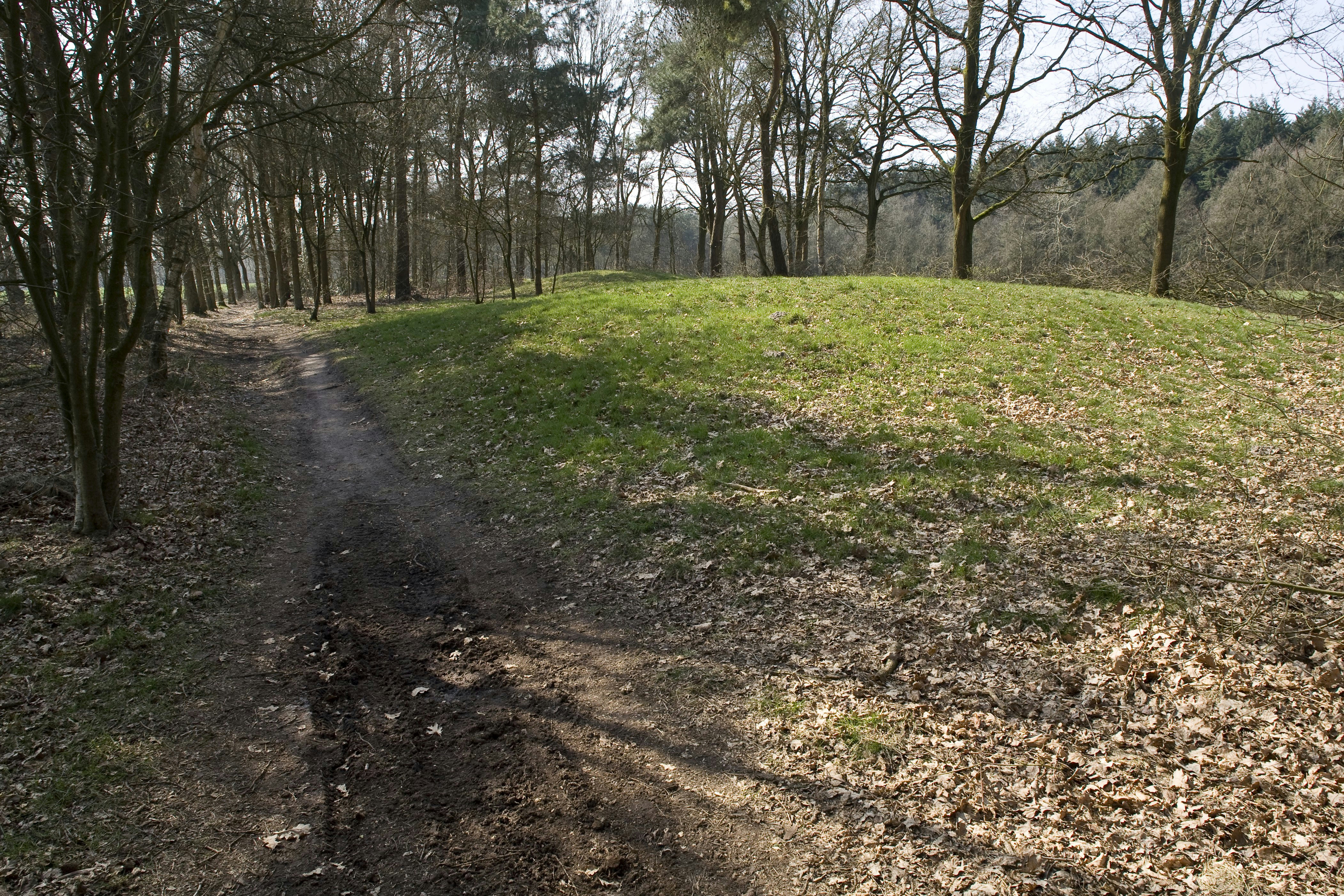
Knegsel: túmulo, Edad del Bronce.
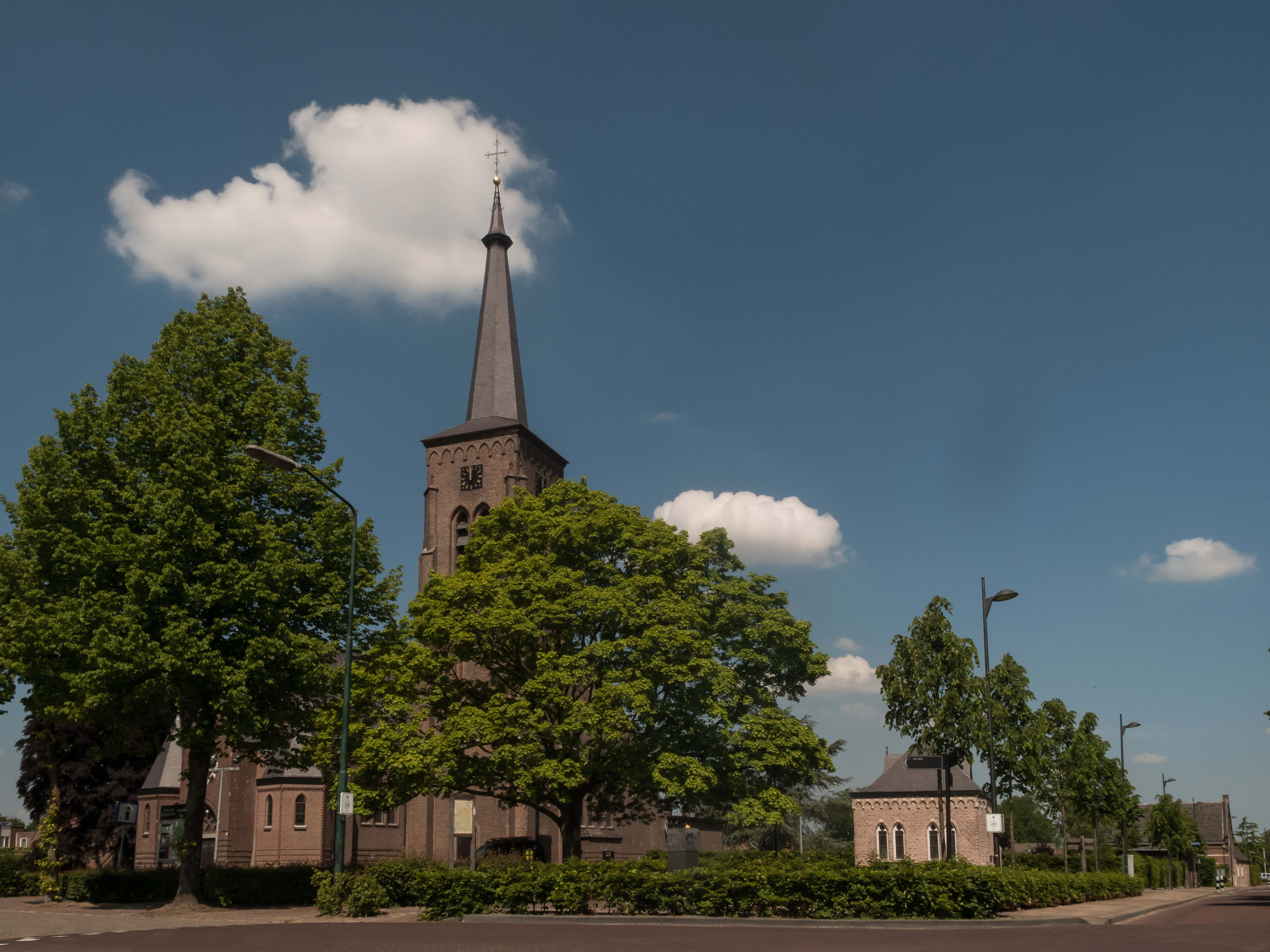
Wintelre, la iglesia: la Sint Willibrordusker